# Uppony
Uppony is een plaats (község) en gemeente in het Hongaarse comitaat Borsod-Abaúj-Zemplén. Uppony telt 392 inwoners (2001).